# Jean Piaget
Jean William Fritz Piaget, född 9 augusti 1896 i Neuchâtel, död 16 september 1980 i Genève, var en schweizisk psykolog, filosof, kunskapsteoretiker, biolog och sociolog.

## Biografi
Jean Piaget var äldste son till Arthur Piaget, professor i medeltidslitteratur, och Rebecca Jackson. Vid elva års ålder blev han uppmärksammad för sin studie om albino-sparven. Han tog en doktorsexamen i biologi vid universitetet i Neuchâtel. Efter längre vistelser vid andra universitet blev han intresserad av psykoanalys, som då var en ny vetenskap.
Under en tjänst vid en skola i Frankrike, som grundats av Alfred Binet, blev han intresserad av intelligens, hur den kan mätas, men framför allt hur den utvecklas. Det var också där Piaget utförde sina första experiment i utvecklingspsykologi.
1921 blev han studierektor vid Institut J.-J. Rousseau i Genève. Piaget skulle komma att intressera sig för flera discipliner och erhålla många titlar inom bl.a. psykologi, genetik och vetenskapshistoria. Den viktigaste frågan kom dock att bli kunskapsteori.
Jean Piaget gifte sig 1923 med sin före detta student Valentine Châtenay och paret fick tre barn, Jacqueline (född 1925, gift med Robert Louis de Dardel, skilda), Lucienne (född 1927) och Laurent (född 1931).

## Piagets teorier
Jean Piaget är en av de mest inflytelserika teoretikerna inom ämnena pedagogik och kunskapsteori, och under flera decennier låg hans teori om barns utvecklingsfaser till grund för skolsystem runt om i världen. Han kallade själv sin teoretiska grund för genetisk epistemologi. De faser barns kognitiva utveckling genomgår är enligt Piaget biologiskt betingade, och kan därför placeras in i ett åldersschema.
1. Den sensomotoriska fasen, som varar från 0 till ca 2 år
2. Den för-operationella fasen, från 2 till ca 6/7 år
3. Den konkret-operationella fasen, från 6/7 till ca 11/12 år
4. Den formal-operationella fasen, från 11/12 år till ca 15 år

Dessa faser ska förstås så att barn inte kan tillgodogöra sig kunskap som är för avancerad för deras biologiska utveckling. Synsättet har blivit skarpt kritiserat då det bland annat anses att det begränsar barnets naturliga nyfikenhet om viss kunskap ses som alltför logiskt komplicerad för dem. De som företräder Lev Vygotskys pedagogik menar i motsats till Piaget att barnet bör ges något mer logiskt komplicerade uppgifter än vad det klarat dittills för att barnet ska utvecklas maximalt. Mot att barns hjärnor inte utvecklats för abstrakt tänkande brukar anföras att det inte kan bevisas att det inte i stället är fråga om förkunskaper och att de individuella skillnaderna kan vara större än de kollektiva likheterna.
Piagets bidrag till biologin bestod i att lägga fram en teori om hur varelser anpassar sig till miljön för att överleva. Denna teori kunde han även tillämpa i sin åskådning om barns språkliga utveckling och utveckling av intelligens.
Piaget var i grunden biolog och utvecklade sina kognitiva teorier med biologiska öppna system som utgångspunkt. I likhet med hur sådana system utvecklas menar Piaget att individen konstruerar sin kunskap när han tar in, bearbetar och tolkar information i samspel med omgivningen. Människans utveckling sker genom att hon konstruerar och organiserar sina bilder med hjälp av varseblivningar där kognitionerna används som redskap. En varseblivning är ett tolkat sinnesintryck. Tolkningen är sann utifrån tidigare subjektiva erfarenheter. Så länge dessa föreställningar stämmer kan individen assimilera, ta in nya uppmärksammanden, exempelvis information, som införlivas med det inre referenssystemet eller den inre bilden (föreställningen). När uppmärksammandet inte stämmer med vår tidigare bild (som ju är en tolkad bild) saknar vi tolkningsförutsättningar för att införliva den och bristande jämvikt eller disequilibrium (Festingers dissonans) uppstår.
Piaget (1970, 1972) använder begreppen assimilation och ackommodation. Assimilation innebär att ny information kan införlivas med befintliga strukturer, till exempel grundantaganden, tidigare erfarenheter, iakttagelser, tankar eller minnen. När vi på detta sätt känner igen ny information kan vi bekräfta den i en inre dialog med oss själva, konstatera att den stämmer. Känslor av välbefinnande infinner sig. Resultatet blir att den nya informationen införlivas som en påbyggnad med vårt personliga kunskapsbygge. Ett annat sätt att lära är med hjälp av ackommodation. Ackommodation innebär ett lärande som är betydligt mer krävande än assimilation. Den nya informationen i form av varseblivning stämmer inte alls och kan därför inte heller införlivas med den befintliga strukturen. Det uppstår en kognitiv konflikt som ger känslor av obehag och som därför motiverar oss att minska obehaget.

## Svenska översättningar
- Intelligensens psykologi (La psychologie de l'intelligence) (översättning Gustaf Lundgren, Natur och kultur, 1951)
- Barnets själsliga utveckling (Six études de psychologie) (översättning Lars Sjögren, Gleerup, 1968)
- Strukturalismen (Le structuralisme) (översättning Lill-Inger Eriksson och Bertil Vikström, Prisma, 1972)
- Psykologi och undervisning (Psychologie et pédagogie) (översättning Carl G. Liungman, Aldus/Bonnier, 1972)
- Språk och tanke hos barnet (Le langage et la pensée chez l'enfant) (översättning Kerstin Karling, Gleerup, 1973)
- Sociologiska förklaringar (L'explication en sociologie) (översättning Lill-Inger Eriksson, Studentlitteratur, 1974)
- Framtidens skola: att förstå är att upptäcka (Où va l'éducation) (översättning Marianne Kärre, Forum, 1976)